# Bettahalli, Gundlupet
Bettahalli là một làng thuộc tehsil Gundlupet, huyện Chamarajanagar, bang Karnataka, Ấn Độ.